# 1568
| [ Edytuj tabelę ]              | |
| Król Polski                    | - 1530 Zygmunt II August 1572 |
| Współksiążęta Andory           | - 1561 Pere de Castellet 1571 - 1555 Joanna d’Albret 1572                                                                                                |
| Król Anglii                    | - 1558 Elżbieta I 1603 |
| Elektor Brandenburgii          | - 1535 Joachim II Hektor 1571 |
| Książę Bawarii                 | - 1550 Albrecht V 1579 |
| Sułtan Brunei                  | - 1521 Abdul Kahar 1575 |
| Cesarz Chin                    | - 1566 Longqing 1572 |
| Król Czech                     | - 1564 Maksymilian II Habsburg 1576 |
| Król Danii                     | - 1559 Fryderyk II 1588 |
| Dalajlama                      | - 1543 Sonam Gjaco 1588 |
| Cesarz Etiopii                 | - 1563 Sertse Dyngyl 1597 |
| Król Francji                   | - 1560 Karol IX 1574 |
| Król Hiszpanii                 | - 1556 Filip II 1598 |
| Landgraf Hesji-Kassel          | - 1567 Wilhelm IV Mądry 1592 |
| Hrabia Holandii                | - 1555 Filip II Habsburg 1572 |
| Stadhouder Holandii            | - 1567 Maksymilian z Hennin 1573 |
| Szach Iranu                    | - 1524 Tahmasp I 1576 |
| Państwo Wielkich Mogołów       | - 1556 Akbar 1605 |
| Władca Inków                   | - 1558 Titu Cusi Yupanqui 1571 |
| Król Irlandii                  | - 1558 Elżbieta I Tudor 1570 |
| Cesarz Japonii                 | - 1557 Ōgimachi 1586 |
| Kalif                          | - 1566 Selim II 1574 |
| Patriarcha Konstantynopola     | - 1565 Metrofan III 1572 |
| Władca Korei                   | - 1567 Sŏnjo 1608 |
| Książę Kurlandii i Semigalii   | - 1561 Gotthard Kettler 1587 |
| Wielki książę litewski         | - 1530 Zygmunt August 1569 |
| Sułtan Maroka                  | - 1557 Abdullah al-Ghalib 1574 |
| Senior Monako                  | - 1532 Honoriusz I 1581 |
| Król Nawarry                   | - 1555 Joanna d’Albret 1572 |
| Król Norwegii                  | - 1559 Fryderyk II 1588 |
| Sułtan Omanu                   | - 1560 Abd Allah ibn Muhammad 1624 |
| Elektor Palatynatu             | - 1559 Fryderyk III 1576 |
| Papież                         | - 1566 Pius V 1572 |
| Książę Parmy i Piacenzy        | - 1556 Oktawiusz Farnese 1586 |
| Król Portugalii                | - 1557 Sebastian 1578 |
| Książę w Prusach               | - 1525 Albrecht 1568 - 1568 Albrecht Fryderyk 1618 |
| Car Rosji                      | - 1547 Iwan IV Groźny 1584 |
| Cesarz Rzymski (niemiecki)     | - 1564 Maksymilian II Habsburg 1576 |
| Kapitanowie Regenci San Marino | - 1567 Giuliano Corbelli Giovanni Andrea Belluzzi 1568 - 1568 Pier Paolo Bonelli Pier Paolo Corbelli 1568 - 1568 Antonio Brancuti Liberio Gabrielli 1569 |
| Elektor Saksonii               | - 1553 August Wettyn 1586 |
| Król Szkocji                   | - 1567 Jakub VI 1625 |
| Król Szwecji                   | - 1560 Eryk XIV Waza 1568 |
| Król Tajlandii                 | - 1548 Phra Maha Chakkraphat 1568 - 1568 Mahinthara Thirat 1569                                                                                          |
| Sułtan Turków                  | - 1566 Selim II 1574 |
| Doża Wenecji                   | - 1567 Pietro Loredano 1570 |
| Król Węgier                    | - 1540 Jan II Zygmunt Zápolya 1571 - 1563 Maksymilian II 1576                                                                                            |

Rok 1568 / MDLXVIII
stulecia: XV wiek ~
XVI wiek ~
XVII wiek

lata: 1558 «
1563 «
1564 «
1565 «
1566 «
1567 «
1568
» 1569
» 1570
» 1571
» 1572
» 1573
» 1578

## Wydarzenia w Polsce
- 24 marca – Zygmunt II August powołał w Gdańsku Komisję Morską, zaczątek polskiej admiralicji, zarządzającej flotą kaperską.
- W Grodnie zebrał się sejm walny Wielkiego Księstwa Litewskiego[1]
- 19 sierpnia – wydano wilkierz olsztyński.
- 28 października – Mrągowo: w wyniku pożaru zniszczona została doszczętnie zabudowa miasta.

- Założono Toruńskie Gimnazjum Akademickie w Toruniu, jedną z najstarszych uczelni w kraju.
- W Krakowie, w drukarni Macieja Wirzbięty wykonano z pięknymi drzeworytami „Zwierciadło” Mikołaja Reja.
- zwołanie przez króla na rok następny Sejmu do Lublina
- Knyszyn, Rajgród otrzymały prawa miejskie.

## Wydarzenia na świecie
- 23 marca – został zawarty pokój z Longjumeau w trakcie wojen religijnych we Francji.
- 2 maja – królowa Szkotów Maria I Stuart uciekła z zamku na jeziorze Loch Leven, gdzie była uwięziona przez zbuntowanych lordów.
- 13 maja – wojna domowa w Szkocji: klęska wojsk byłej królowej Marii I Stuart z siłami szkockich protestantów w bitwie pod Langside.
- 19 maja – królowa Szkotów Maria I Stuart została aresztowana na zamku Carlisle przez królową angielską, Elżbietę I.
- 23 maja – wojna osiemdziesięcioletnia: wojska rebeliantów niderlandzkich pokonały siły fryzyjsko-hiszpańskie w bitwie pod Heiligerlee.
- 5 czerwca – w Brukseli zostali ścięci publicznie walczący z hiszpańskim panowaniem w Niderlandach hrabiowie Filip van Montmorency i Lamoral Egmont.
- 21 lipca – wojna osiemdziesięcioletnia: Hiszpanie rozgromili powstańców niderlandzkich w II bitwie pod Jemgum.
- 24 lipca – uwięziony przez ojca, króla Hiszpanii Filipa II, zmarł (rzekomo otruty) najstarszy jego syn - książę Asturii Don Carlos; legenda posłużyła Fryderykowi Schillerowi za kanwę dramatu, na którym z kolei oparto libretto opery (do odsłuchania fragment - „La peregrina”) Giuseppe Verdiego.
- 29 września – obalony został Eryk XIV, drugi król Szwecji z dynastii Wazów; tron objął jego przyrodni brat, Jan III.

- Austria i Turcja podpisały traktat pokojowy w Adrianopolu.

## Urodzili się
- 20 stycznia – Ventura Salimbeni, włoski malarz i rysownik okresu manieryzmu (zm. 1613)
- 28 stycznia – Gustaw Eriksson Waza, królewicz szwedzki, syn Eryka XIV i Katarzyny Månsdotter (zm. 1607)
- 3 lutego – Alfons de Mena, hiszpański dominikanin, misjonarz, męczennik, błogosławiony (zm. 1622)
- 2 marca – Stefan Potocki, wojewoda bracławski, starosta feliński i kamieniecki pisarz polny koronny, generał podolski (zm. 1631)
- 9 marca – Alojzy Gonzaga, święty, włoski jezuita (zm. 1591)
- 16 marca – Juan Martínez Montañés, rzeźbiarz hiszpański epoki baroku wykształcony w Grenadzie (zm. 1649)
- 30 marca – Henry Wotton, angielski dyplomata, poeta i kolekcjoner sztuki (zm. 1639)
- 17 maja – Anna Wazówna, szwedzka królewna, siostra króla Zygmunta III Wazy, starosta brodnicki i golubski (zm. 1625)
- 24 maja – Franz Ursinus, niemiecki duchowny katolicki, biskup pomocniczy wrocławski (zm. 1615)
- 30 kwietnia – Maffeo Barberini we Florencji, późniejszy papież Urban VIII (zm. 1644)
- 25 czerwca – Gunilla Bielke, królowa Szwecji (zm. 1597)
- 7 lipca – Richard Burbage, angielski aktor i właściciel teatru (zm. 1619)
- 3 września – Adriano Banchieri, włoski kompozytor i organista (zm. 1634)
- 5 września – Tommaso Campanella, włoski filozof, teolog i poeta (zm. 1639)

- data dzienna nieznana: 
  - Jan Brueghel (starszy), malarz flamandzki (zm. 1625)
  - Fernando de Alva Ixtlilxochitl, meksykański historyk (zm. 1650)
  - Olivier van Noort, holenderski kapitan, był pierwszym Holendrem który odbył rejs dookoła świata (zm. 1627)
  - Wincenty Oczko, kanonik gnieźnieński, lekarz (zm. 1626)
  - Jürgen Pavels, kupiec, członek rady miejskiej i urzędnik skarbowy miasta Lubeka (zm. 1645)
  - Hans Ulrich von Eggenberg, urodził się w znanej arystokratycznej rodzinie austriackiej (zm. 1634)

## Zmarli
- 6 stycznia – Clemente d'Olera, włoski kardynał, generał franciszkanów (ur. 1501)
- 16 marca lub po 27 lipca – Józef Struś, polski lekarz, tłumacz, poeta (ur. 1510)
- 20 marca – Albrecht Hohenzollern, wielki mistrz krzyżacki, książę Prus (ur. 1490)
- 24 lipca – Don Carlos, książę Asturii, syn Filipa II Habsburga (ur. 1545)
- 15 sierpnia – Stanisław Kostka, polski jezuita, święty Kościoła katolickiego, patron polskich dzieci i młodzieży (ur. 1550)
- 14 października – Jakob Arcadelt, kompozytor (ur. ok. 1500)